# Sukiennice w Poznaniu

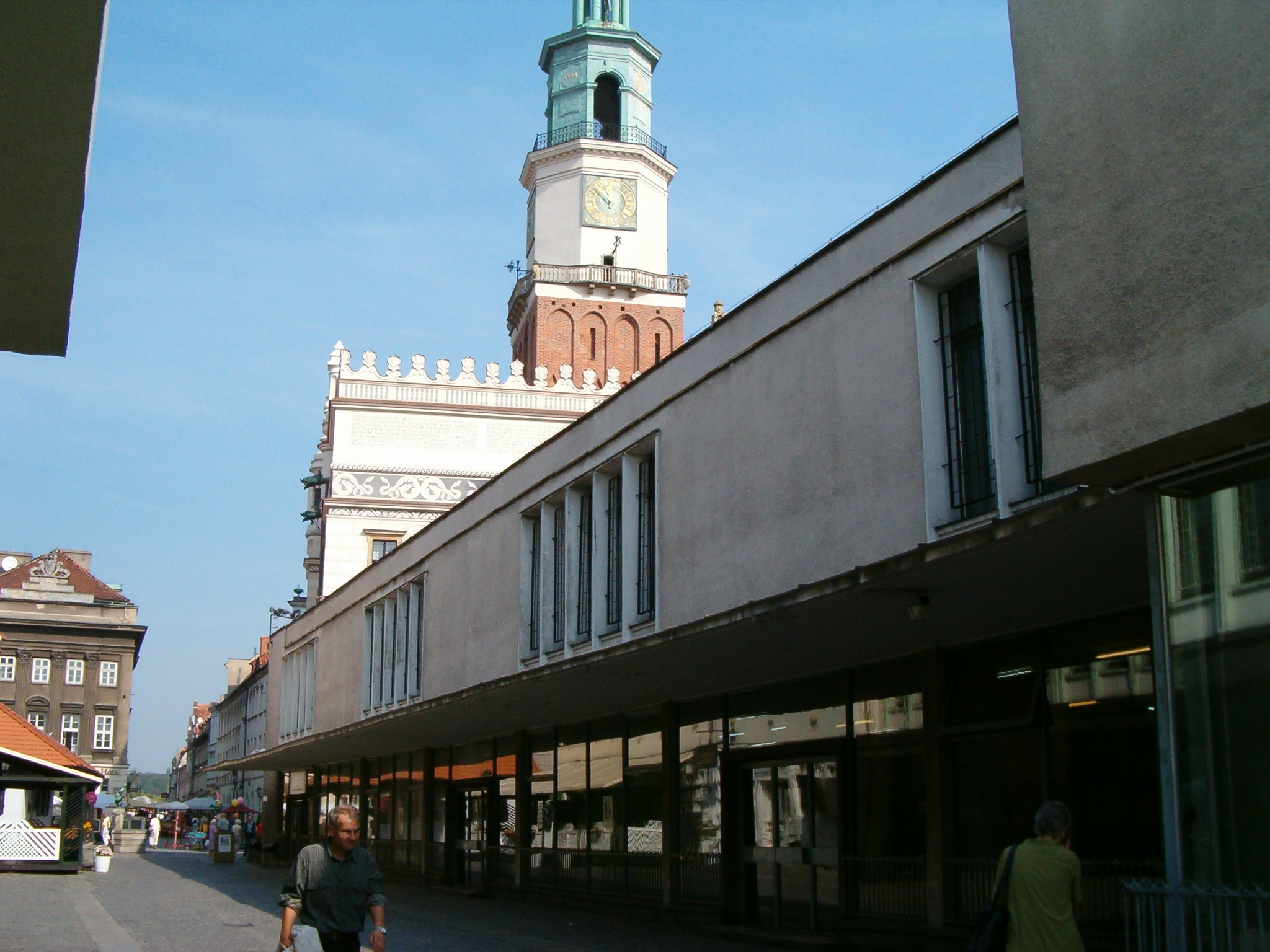
Gmach Wielkopolskiego Muzeum Wojskowego w Poznaniu postawiony na miejscu Sukiennic.

Sukiennice w Poznaniu – hala z kramami sukiennymi znajdująca się na Starym Rynku w Poznaniu, wybudowana w roku 1386 na podstawie przywileju Władysława II Jagiełły. Z biegiem lat przebudowywane i kompletnie zniszczone podczas II wojny światowej.
Na początku XVI w. gmach popadł w ruinę. W 1535 r. Zygmunt I Stary wydał przywilej na postawienie nowego gmachu według jednolitego projektu budowlanego. W roku 1563 budynek został przebudowany w stylu renesansowym przez architekta miejskiego Jana Baptystę Quadro. Sukiennice były trzynastoprzęsłową halą nakrytą sklepieniem klasztornym z 26 kramami sukiennymi. Przez sukiennice prowadziło przejście poprzeczne. W 1569 r. przy południowej ścianie dobudowano schody prowadzące na piętro gdzie znajdowały się magazyny i warsztaty. Wzdłuż wschodniej i zachodniej ściany biegły podcienie wsparte na kolumnach. Gmach nakryty był dachówką, a podcienie gontem. 
W XIX w. sukiennice zostały przebudowane na kamienice czynszowe, które uległy zniszczeniu podczas II wojny światowej. Podczas odgruzowywania odkryto wiele pozostałości sukiennic: kolumny, jedno przęsło sklepienia, stropy. Mimo przygotowywania przez głównego architekta odbudowy Starego Miasta inż. Zbigniewa Zielińskiego projektu rekonstrukcji obiektu, usunięto jego pozostałości nie przeprowadzając żadnych badań archeologiczno-architektonicznych. Zachowane kolumienki są przechowywane w Muzeum Historii Miasta Poznania w Ratuszu. W latach 1959–62 wzniesiono w tym miejscu już wówczas wzbudzający kontrowersje gmach Wielkopolskiego Muzeum Wojskowego. Co jakiś czas pojawiają się propozycje jego przebudowy lub rozbiórki. Pod budynkiem znajdują się prawdopodobnie zachowane piwnice sukiennic.